# Fosfátování
Fosfátování (další názvy parkerizace, parkerizování, bonderizace, bonderizování) je chemická úprava povrchu ocelí za účelem zvýšení korozivzdornosti a zlepšení přilnavosti pro další nátěr. Je to jeden z nejrozšířenějších způsobů chemické úpravy povrchu oceli, při kterém se na povrchu vytvářejí ve vodě nerozpustné krystalické terciární fosforečnany zinku, železa a manganu. Fosfátová vrstva není sama o sobě dostatečnou ochranou ocelových výrobků proti korozi, a proto se vždy dodatečně upravuje konzervačními prostředky, nátěry, vosky, impregnováním zředěným lakem a podobně, Důležitou vlastností fosfátových vrstev je jejich schopnost vázat na sebe organické látky, například plastická maziva, nebo ve vodě rozpustné oleje, které ji významně chrání proti korozi.
Fosfátování vytváří ochrannou vrstvu o tloušťce cca 2 µm. Provádí se ponořením do lázně s následným oplachem, pasivací a dalšími oplachy. Odmašťování se provádí při teplotách od 30 do 60 °C.

## Typy fosfátování
- Manganaté fosfátování (v lázni MnPh) - slouží jako pomocná kluzná vrstva při záběhu otočných součástek převodovek, motorů, apod.
- Železnaté fosfátování (v lázni FePh) - nízkoteplotní
- Zinkové fosfátování (v lázni ZnPh) - může být aplikováno na železné, ocelové, hliníkové a pozinkované povrchy